# Joó György
Joó György (Gyöngyös, 1881. május 11. – Arolsen, 1945. február 6.) tanító.

## Élete
1906-ban szerzett tanítói oklevelet, Egerben, ezt követően pedig szülővárosában, Erdőteleken, Rimaszombatban, majd Hatvanban oktatott. 1915-ben a frontra vezényelték, főhadnagyi rangban harcolt, ám a következő évben súlyos betegen tért vissza a hátországba. Az első világháború után a Magyarországi Szociáldemokrata Párt tagja lett, a Magyarországi Tanácsköztársaság idején a magyar Vörös Hadseregben szolgált, illetve a hatvani belvárosi iskola igazgatójaként működött. A kommün összeomlását követően lefogták, s három év börtönbüntetést szabtak ki rá. Szabadulását követően alkalmi munkákból tartotta fenn magát, a második világháború idején Németországba hurcolták, ahonnan nem tért vissza.